# Royal Antwerp FC
Royal Antwerp FC (česky: Královský antverpský fotbalový klub), běžně známý pouze jako RAFC nebo R. Antwerp, je nejstarší belgický fotbalový klub sídlící v antverpské čtvrti Deurne.
Royal Antwerp FC je pětinásobným mistrem belgie z let 1929, 1931, 1944, 1957 a 2023, dále také čtyřnásobným vítězem belgického poháru z let 1955, 1992, 2020, 2023 a finalistou Poháru vítězů pohárů 1992/1993.

## Historie

### Založení
Klub byl založen roku 1880 jako Antverpský kriketový klub anglickými studenty sídlícími v Antverpách, 15 let před vytvořením belgické fotbalové asociace. Antverpy jsou tedy považovány za nejstarší klub v Belgii. Členové Antverpského kriketového klubu zpočátku nehráli žádný organizovaný fotbal, samostatný fotbalový oddíl byl založen až roku 1887. Antverpy jsou také prvním klubem, který se zaregistroval do belgické fotbalové asociace. Učinily tak roku 1895. Když byla roku 1926 zavedena imatrikulační čísla, dostal klub číslo jedna.

### Titul po 66 letech
V květnu 2022 byl hlavním trenérem mužstva jmenován bývalý nizozemský reprezentant Mark van Bommel. Van Bommel přivedl do týmu několik krajanů, včetně Vincenta Janssena, střelce vítězné branky ve finále belgického poháru 2023.
O měsíc později, 4. června 2023, vyhrály Antverpy, po 66 letech čekání, svůj pátý ligový titul, který klubu v čase 93:33 posledního utkání sezóny proti Genku brankou na 2:2 zajistil kapitán Toby Alderweireld.
Dne 30. srpna klub poprvé v historii postoupil do základní skupiny Ligy Mistrů.

## Trofeje a úspěchy
- 5× vítěz belgické 1. ligy: 1929, 1931, 1944, 1957, 2023
- 4× vítěz belgického poháru: 1955, 1992, 2020, 2023
- 1× vítěz belgického Superpoháru: 2023

### Účast v mezinárodních soutěžích
- Liga mistrů UEFA: 1 účast a 6 zápasů
- Pohár vítězů pohárů: 1 účast a 9 zápasů
  - finalista v roce 1993
- Evropská liga UEFA: 15 účastí a 63 zápasů